# Alecrim FC
Der Alecrim Futebol Clube, in der Regel nur kurz Alecrim genannt, ist ein Fußballverein aus Natal im brasilianischen Bundesstaat Rio Grande do Norte.

## Erfolge
- Staatsmeisterschaft von Rio Grande do Norte: 1924, 1925, 1963, 1964, 1968, 1985, 1986
- Torneio Início do Rio Grande do Norte: 1926, 1961, 1966, 1972
- Taça Cidade de Natal: 1979, 1982, 1986
- Torneio Incentivo: 1976, 1977, 1978
- 2. Staatsmeisterschaft von Rio Grande do Norte (Segunda Divisão): 2022

## Stadion

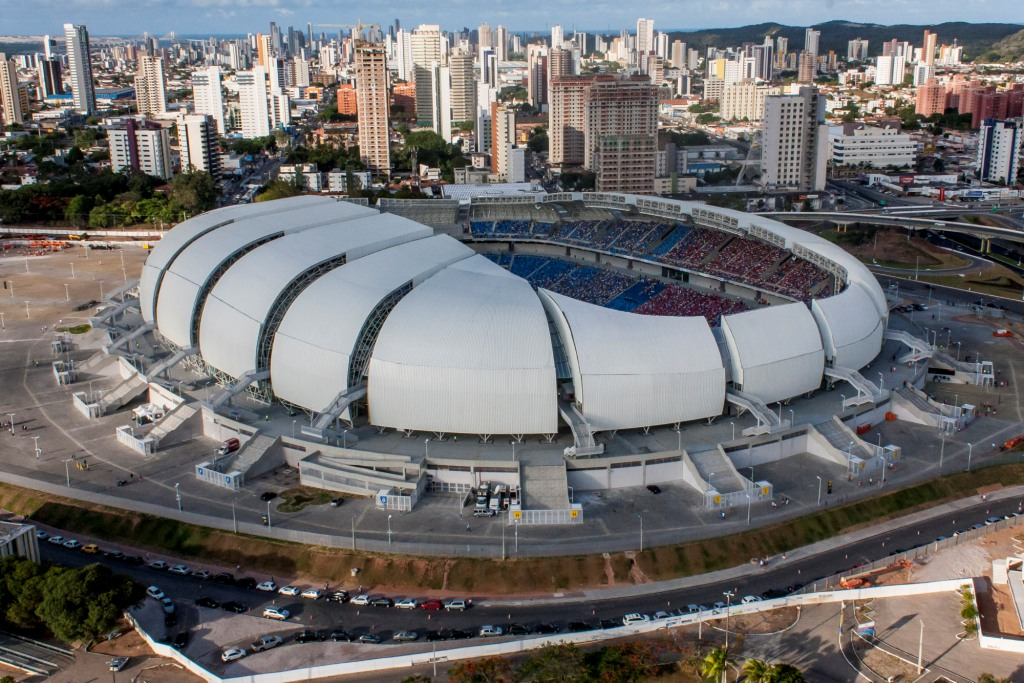
Arena das Dunas

Der Verein trägt seine Heimspiele in der Arena das Dunas in Natal aus. Das Stadion hat ein Fassungsvermögen von 32.000 Personen.

## Trainerchronik
Stand: August 2021
| Trainer             | Nation    | von  | bis  |
| ------------------- | --------- | ---- | ---- |
| Francisco Diá       | Brasilien | 2009 |      |
| Leandro Sena        | Brasilien | 2009 |      |
| Ferdinando Teixeira | Brasilien | 2010 |      |
| Wassil Mendes       | Brasilien | 2010 |      |
| Anax Morais         | Brasilien | 2011 |      |
| Baltazar Germano    | Brasilien | 2012 |      |
| Maurílio Silva      | Brasilien | 2013 |      |
| Pedro Albuquerque   | Brasilien | 2013 |      |
| Wassil Mendes       | Brasilien | 2013 | 2014 |
| Flávio Barros       | Brasilien | 2014 |      |
| Anthoni Santoro     | Brasilien | 2014 |      |
| Romildo Freire      | Brasilien | 2015 |      |
| Anthoni Santoro     | Brasilien | 2015 |      |
| Fernando Tonet      | Brasilien | 2016 |      |
| Athirson Mazolli    | Brasilien | 2017 |      |
| João Paulo          | Brasilien | 2018 |      |
| Hugo Chacon         | Brasilien | 2019 |      |
| Geilson             | Brasilien | 2020 |      |